# Pampas
|  | For den argentinske provins, se La Pampa |
Pampas (fra Quechua: slette) er et frugtbart sletteområde omkring Buenos Aires i Argentina. Den dækker størstedelen af provinserne Buenos Aires, La Pampa og Santa Fe samt dele af Córdoba. Videre strækker den sig ind i Uruguay og delstaten Rio Grande do Sul i Brasilien.
Pampasen, der ikke er lige så tør som cerradoen, er en naturtype, der findes i flere verdensdele, men som dér har andre navne. I Nordamerika kaldes naturtypen prærie, i Eurasien steppe, i Afrika savanne og i Sydafrika veld.